# Neale Fraser
Neale Andrew Fraser (MBE) (født 3. oktober 1933 i Melbourne, død 2. december 2024) var en australsk tennisspiller, der i sin karriere i 1950'erne og 60'erne vandt tre Grand Slam-singletitler. Størst succes havde han dog som doublespiller, hvor han vandt i alt 16 Grand Slam titler. Blandt hans største konkurrenter var landsmændene Lew Hoad, Ashley Cooper og Ken Rosewall.

## Grand Slam
Frasers tre Grand Slam-singletitler fordeler sig således:
- Wimbledon
  - 1960

- US Open
  - 1959 og 1960